# Matteo da Gualdo
Matteo da Gualdo ou Matteo di Pietro di Ser Bernardo ( Gualdo Tadino, vers 1435-1440 - 1507) est un peintre italien, actif à Gualdo Tadino, Nocera Umbra et Assise .

## Biographie
Matteo da Gualdo a probablement été formé par le peintre de Foligno, Bartolomeo di Tommaso et Girolamo di Giovanni di Camerino . Il a été influencé par Piero della Francesca, Andrea Mantegna et Niccolò di Liberatore . En 1462, il peint le polyptyque de Santa Margherita ; et en 1471, un triptyque : tous deux maintenant au Museo Civico Rocca Flea . Son fils Girolamo et son petit-fils sont également devenus peintres,.

## Galerie

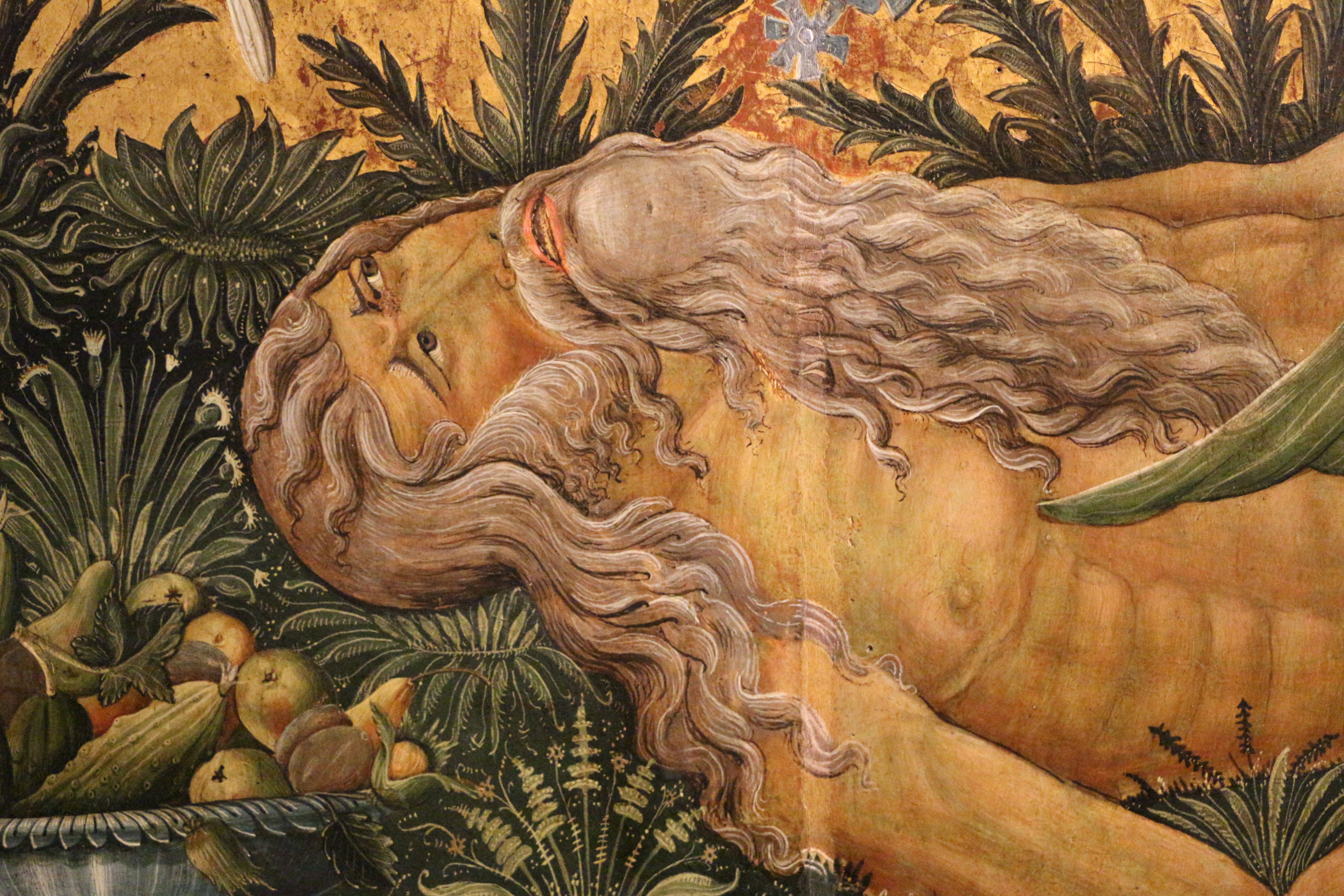
Détail d'un Arbre de Vie au Museo Civico di Gualdo Tadino.
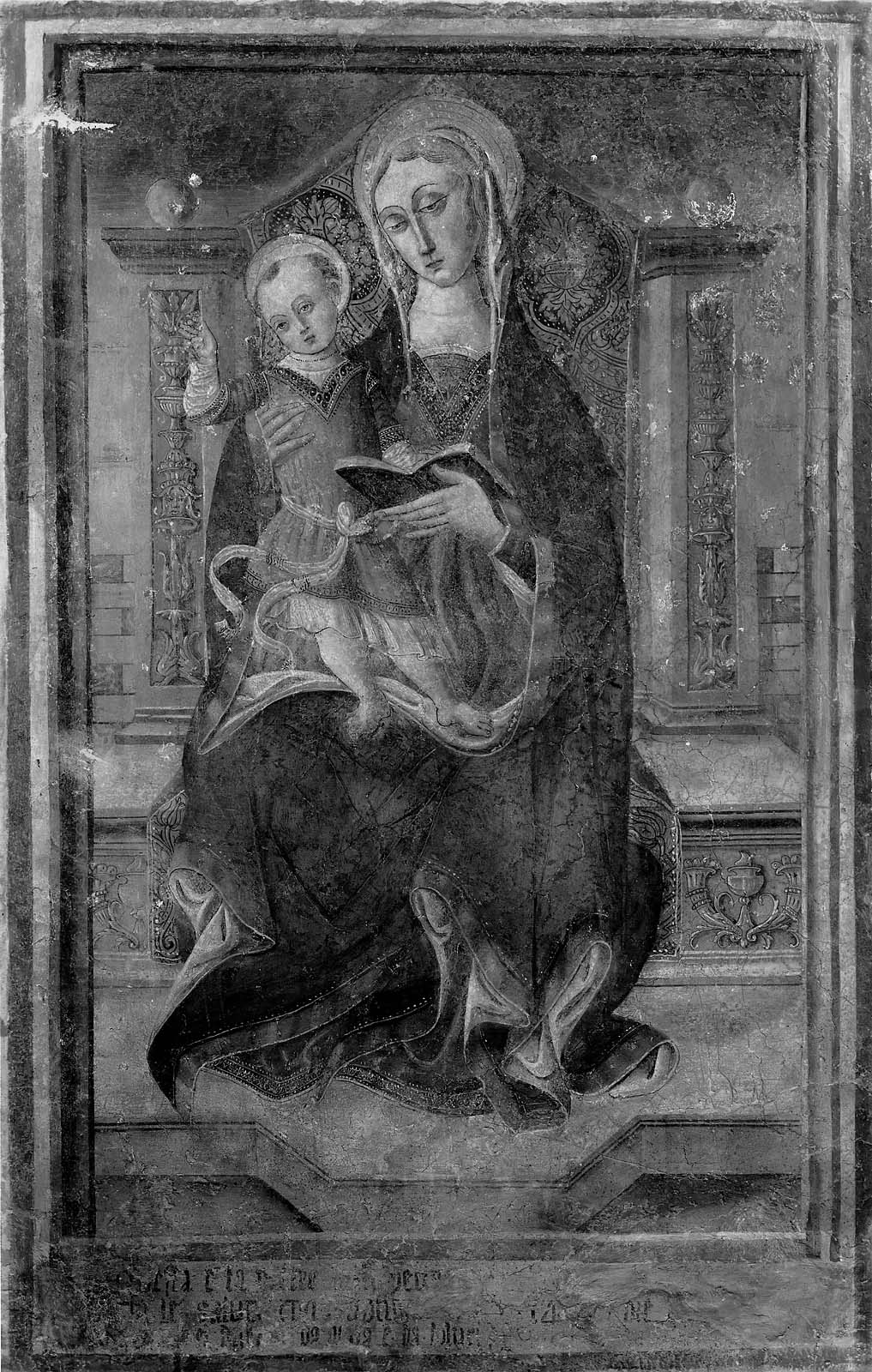
La Vierge et l'Enfant intronisés
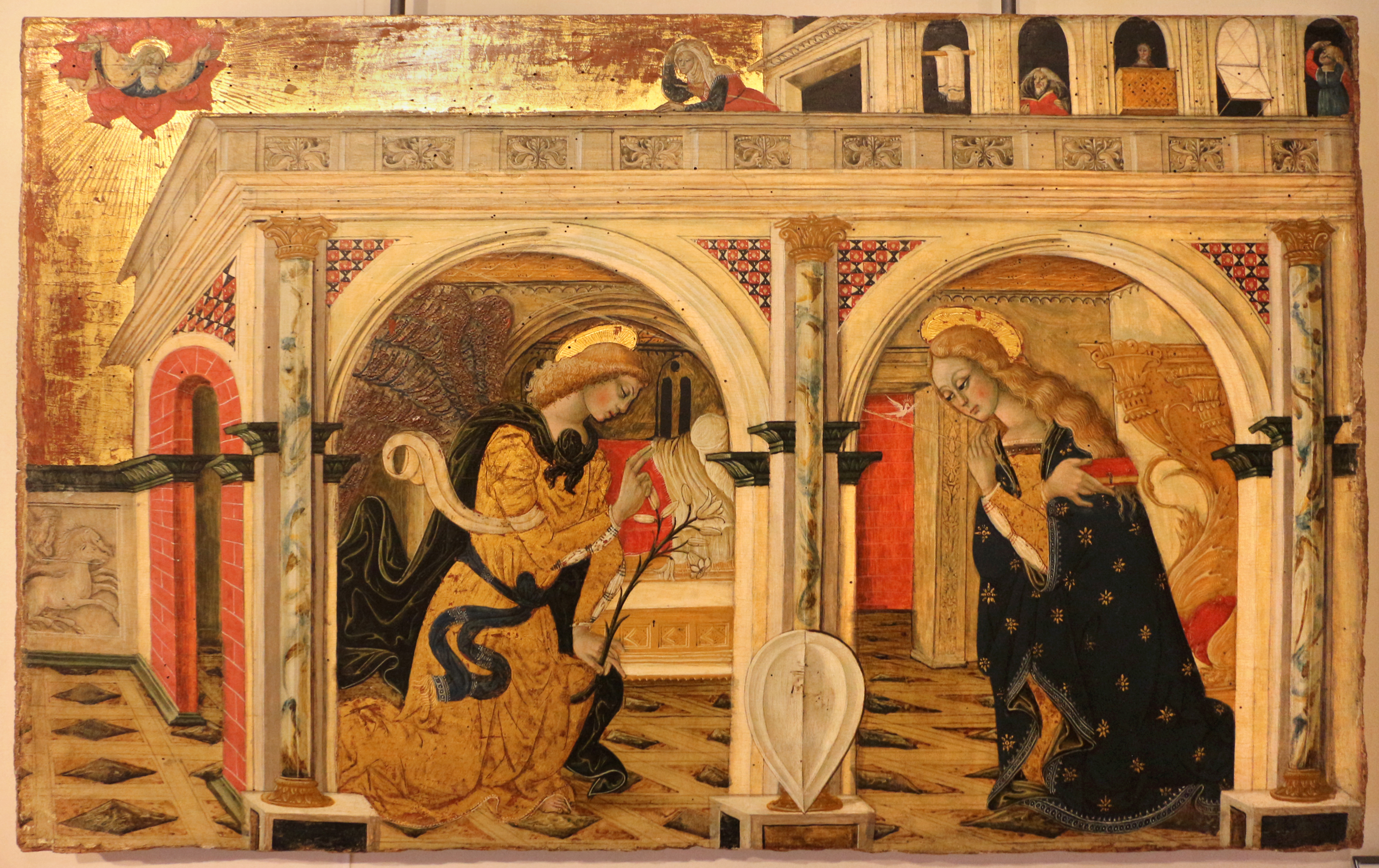
Annonciation
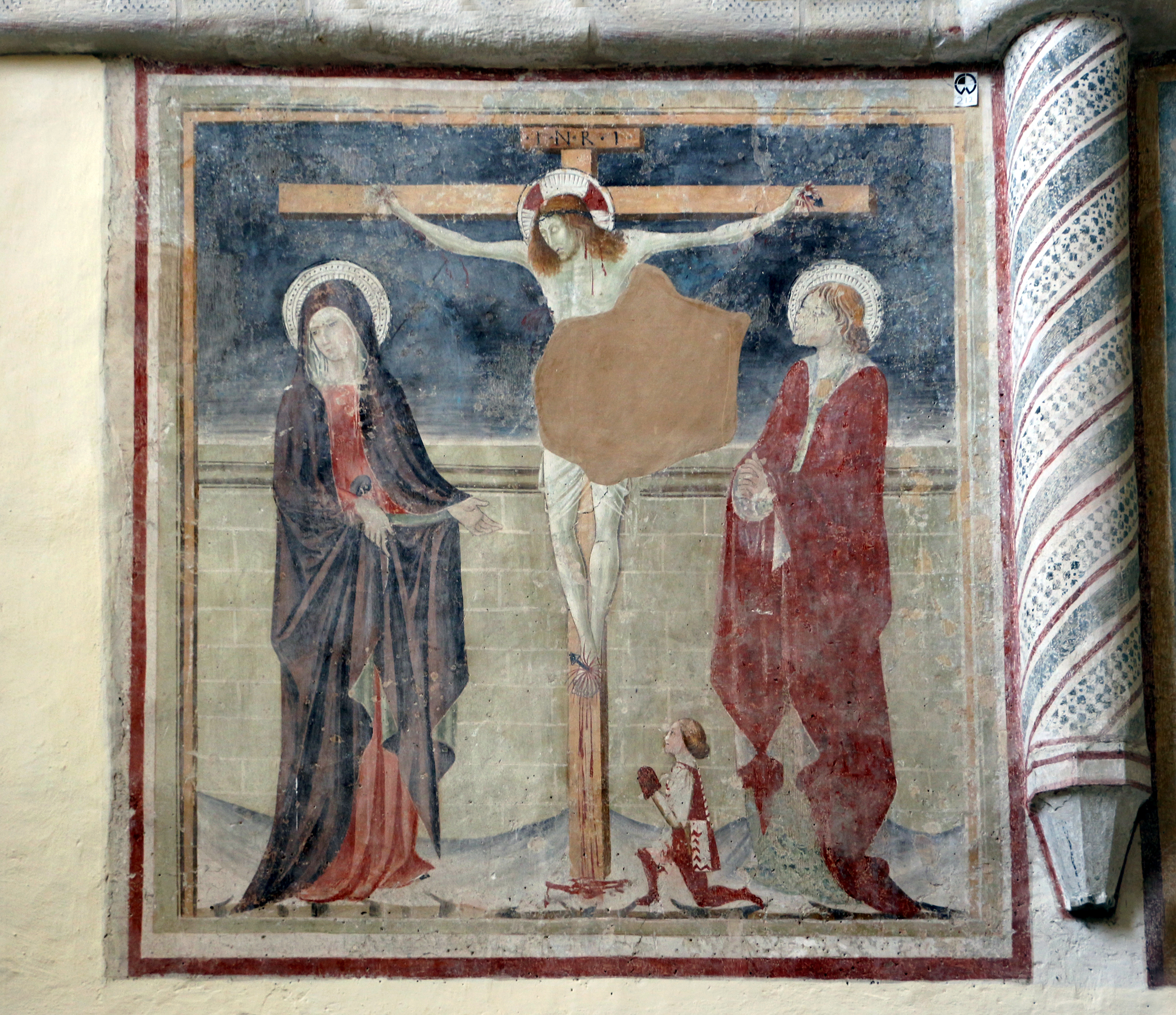
Crucifixion avec les Pleureuses
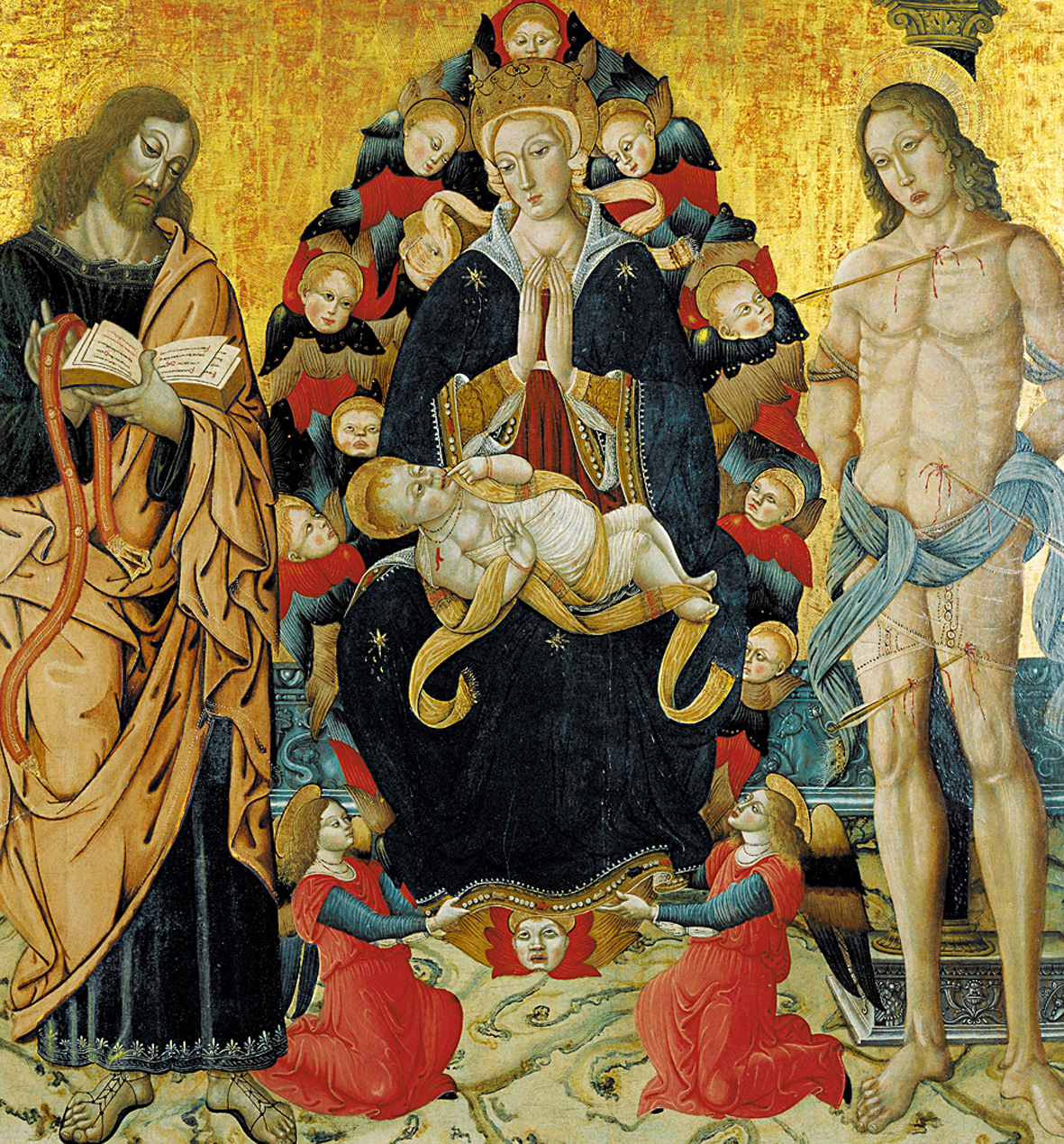
Assomption avec les saints Thomas et Sébastien
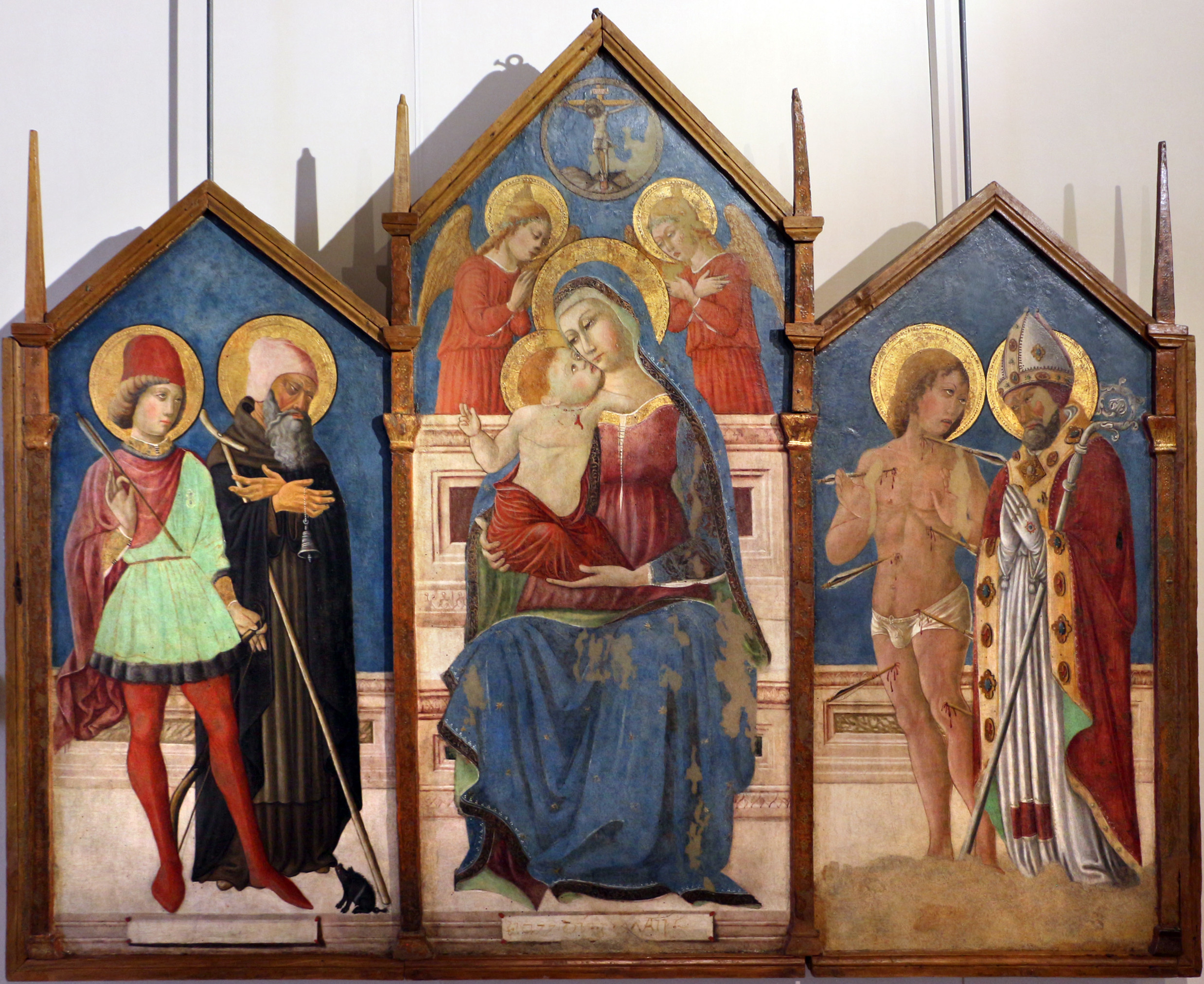
Triptyque de Pastina di Gualdo
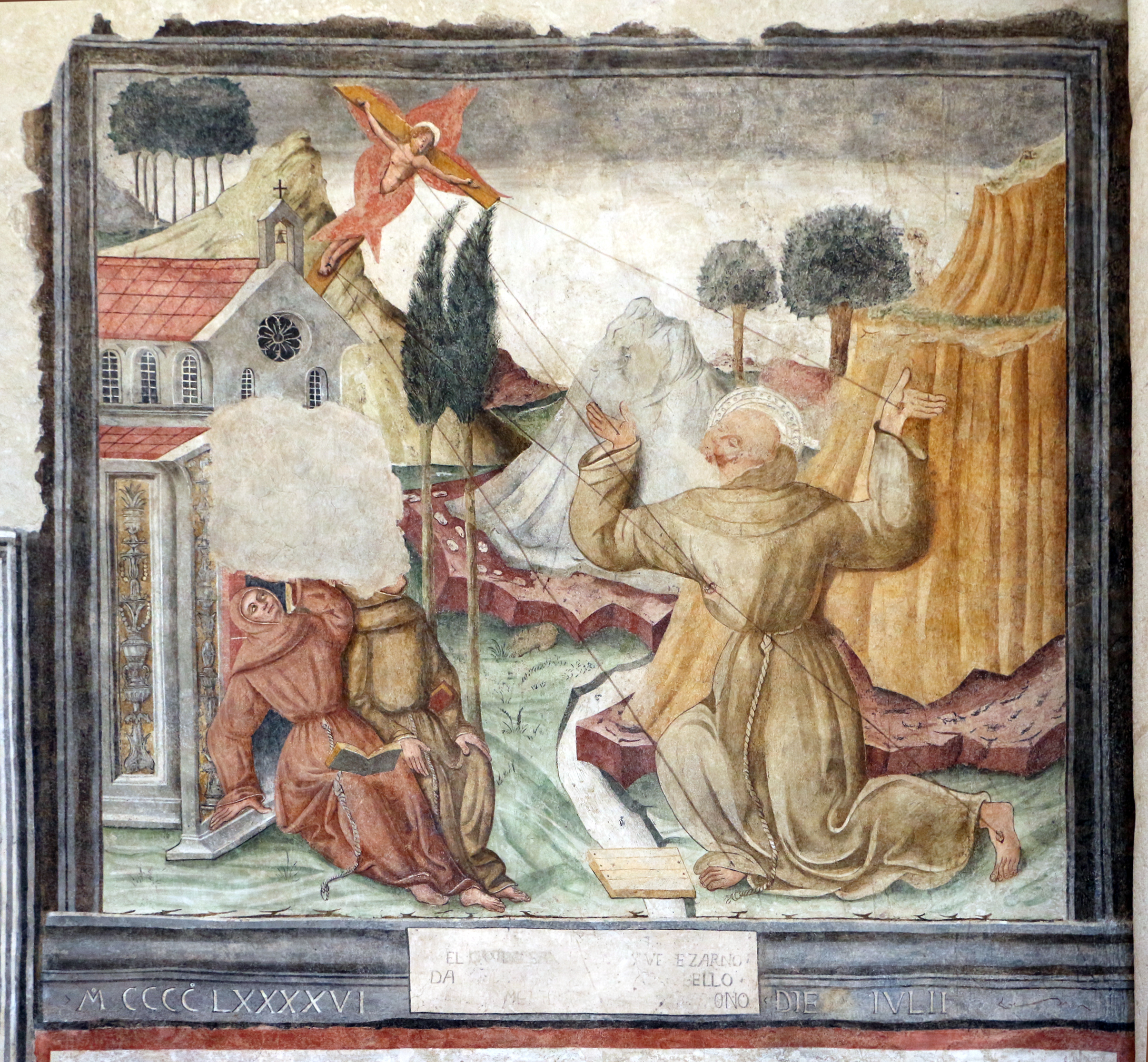
Stigmates de Saint François d'Assise